# Klaartje Quirijns
 (octobre 2018).
Klaartje Quirijns, née en 1967 à Amsterdam, est une réalisatrice et scénariste néerlandaise.

## Filmographie

### Documentaires et cinéma
- 2005 : The Brooklyn Connection
- 2007 : The Dictator Hunter[2]
- 2011 : Peace vs. Justice[3]
- 2012 : Anton Corbijn Inside Out[4]
- 2013 : Speelman